# Maria José Meireles
Maria José Meireles é uma escritora portuguesa. Licenciada em História, foi professora efectiva na Escola EB 2,3 João de Meira em Guimarães onde exerceu intensa actividade pedagógica. Co-fundadora da Cooperativa de Ensino Artístico Árvore, em Guimarães. Nos últimos anos, tem-se dedicado à escrita para crianças e jovens.

## Publicações
- Voar em Guimarães (2000)
- A Lenda do Galo de Barcelos (2003)
- A Lenda do Rio Ave (2003)
- Lendas de Mouras encantadas (2005)
- O Porto e o Segredo do Infante (2005)
- O cavaleiro do arco-íris - Terras de Basto (2007)
- Gonçalo Mendes da Maia, o Lidador - Destemido Cavaleiro de D. Afonso Henriques (2007)
- Santo Tirso - No Murmurar das Águas...Terras de S. Rosendo (2007)
- Letrinhas e Leituras - Navegar... Navegar ( 2008)
- A Ninfa do Atlântico - História da Cidade de Lisboa (2008)
- Os Sete Guerreiros da Lua - Citânia de Briteiros (2009) Edições Húmus
- UM POVO SEM MEDO - As Invasões Francesas (2009) Edições Húmus
- 5 DE OUTUBRO - VIVA A REPÚBLICA  (2010) Edições Húmus
- A LENDA DA SERRA DA ESTRELA (2011) Edições Húmus
- UMAS BOTAS DE SETE LÉGUAS (2014)  Edições Húmus
- BRAGA    era uma vez uma cidade   (2014) Editora OPERA OMNIA